# NU'91
NU’91 (Nieuwe Unie '91) is een Nederlandse beroepsorganisatie van verpleegkundigen en verzorgenden. NU’91 houdt zich bezig met het behartigen van de beroepsinhoudelijke- en arbeidsvoorwaardelijke belangen van verpleegkundigen en verzorgenden.
De vereniging telt verpleegkundigen en verzorgenden uit de sectoren:
- Academisch ziekenhuizen
- Algemene ziekenhuizen
- Gehandicaptenzorg
- Geestelijke gezondheidszorg
- Verpleeg-, verzorgingshuizen en thuiszorg

## Geschiedenis
De eerste beroepsorganisatie voor de verpleging in Nederland was Nosokómos, de Nederlandse Vereeniging tot Bevordering der Belangen van Verpleegsters en Verplegers, opgericht in 1900. Na het plaatsten van een advertentie door een verpleegkundige in de Volkskrant werd in 1988 de actiegroep VVIO (Verpleegkundigen en Verzorgenden in Opstand) opgericht. Aanvankelijk bedroeg het aantal leden 6.000. Na twee jaar fuseerde VVIO met de verpleegkundige belangenorganisatie NMV (Nederlandse Maatschappij voor Verpleegkunde) tot NU’91. NU’91 heeft ruim 40.000 leden, zo vermelden zij op hun website.

### Onrust
Op 21 juni 2023 is voorzitter Stella Salden per direct weggestuurd vanwege signalen over een heersende angstcultuur vanwege haar functioneren en gedrag.
Op 27 juni 2023 werd Femke Merel van Kooten benoemd tot tijdelijk voorzitter, later werd zij voorzitter.